# Gibbon-Nunatak
Der Gibbon-Nunatak ist ein isolierter Nunatak im westantarktischen Marie-Byrd-Land. Auf der Nordseite der Wisconsin Range in den Horlick Mountains ragt er 13 km nördlich des Lentz Buttress an der Westflanke des Davisville-Gletschers auf.
Der United States Geological Survey kartierte ihn anhand eigener Vermessungen und mithilfe von Luftaufnahmen der United States Navy aus den Jahren von 1960 bis 1964. Das Advisory Committee on Antarctic Names benannte ihn 1967 nach Thomas L. Gibbon (* 1928), Baufahrzeugfahrer auf der Byrd-Station im antarktischen Winter des Jahres 1959.